# Người Lezgi
Người Lezgi (tiếng Lezgi: лезгияр, lezgiyar, tiếng Nga: лезгины, lezginy; tiếng Azerbaijan: "Ləzgilər"; cũng gọi Lezgin, Lezgi, Lezgs) là một nhóm dân tộc Đông Bắc Kavkaz có nguồn gốc chủ yếu ở miền nam Dagestan và đông bắc Azerbaijan.
Người Lezgi có tổng dân số khoảng 1 triệu người, cư trú chủ yếu ở Liên bang Nga và Azerbaijan.
Theo Joshua Project năm 2019 người Lezgi có tổng dân số khoảng 664 ngàn người, cư trú ở 9 nước thuộc Liên Xô cũ, chủ yếu ở Liên bang Nga, Azerbaijan và Turkmenistan.
Người Lezgi nói tiếng Lezgi, một ngôn ngữ thuộc nhóm ngôn ngữ Lezgi của ngữ hệ Đông Bắc Kavkaz.

## Từ nguyên
Nguồn gốc của tên dân tộc Lezgi đòi hỏi phải nghiên cứu thêm. Tuy nhiên, hầu hết các nhà nghiên cứu cho rằng sự bắt nguồn của Lezgi là từ Legi cổ đại và Lakzi thời trung cổ.
Người Lezgi thời hiện đại nói các ngôn ngữ Đông Bắc Kavkaz đã được nói trong khu vực trước khi giới thiệu các ngôn ngữ Ấn-Âu. Chúng có liên quan chặt chẽ, cả về văn hóa và ngôn ngữ, với Aghuls ở miền nam Dagestan và, hơi xa hơn, với Tsakhurs, Rutuls và Tabasarans (hàng xóm phía bắc của Lezgi). Cũng liên quan, mặc dù xa hơn, là các dân tộc nhỏ Jek, Kryts, Laks, Shahdagh, Budukh, và Khinalug ở phía bắc Azerbaijan. Các nhóm này, cùng với Lezgi, tạo thành nhánh Samur của các dân tộc Lezgic bản địa.
Người Lezgi được cho là một phần từ những người sinh sống ở khu vực phía nam Dagestan trong Thời đại đồ đồng. Tuy nhiên, có một số bằng chứng DNA về sự pha trộn đáng kể trong 4.000 năm qua với dân số Trung Á, được thể hiện qua các liên kết di truyền với dân cư khắp châu Âu và châu Á, với sự tương đồng đáng chú ý với người Burusho ở Pakistan.
Trước Cách mạng Nga, người Lezgi không có quyền tự định chung là một nhóm dân tộc. Họ tự gọi mình theo làng, vùng, tôn giáo, thị tộc hoặc xã hội tự do. Trước cuộc cách mạng, người Lezgi được người Nga gọi là "Kyurintsy", "Akhtintsy" hay "Lezgintsy". Bản thân từ "Lezgin" khá có vấn đề. Trước thời Liên Xô, thuật ngữ "Lezgin" đã được sử dụng trong các bối cảnh khác nhau. Đôi khi, nó chỉ đề cập đến những người được gọi là Lezgins ngày nay. Ở những nơi khác, nó được gọi khác nhau cho tất cả các dân tộc ở miền nam Daghestan (Lezgin, Aghul, Rutul, Tabasaran và Tsakhur); tất cả các dân tộc ở miền nam Daghestan và miền bắc Azerbaijan (Kryts Jek, Khinalug, Budukh, Shahdagh); tất cả các dân tộc Nakh-Daghestani; hoặc tất cả các dân tộc Hồi giáo bản địa của các dân tộc vùng Đông Bắc (Caucian Avars, Dargwa, Laks, Chechens, và Ingush). Khi đọc các tác phẩm tiền Cách mạng, người ta phải nhận thức được những ý nghĩa khác nhau có thể có này và phạm vi của từ dân tộc học "Lezgi".